# WTA Finals 2017
WTA Finals 2017, známý také jako Turnaj mistryň 2017 či se jménem sponzora BNP Paribas WTA Finals 2017 Singapore presented by SC Global, představoval jeden ze dvou závěrečných tenisových turnajů ženské profesionální sezóny 2017 pro osm nejvýše postavených žen ve dvouhře a osm nejlepších párů ve čtyřhře na žebříčku Porsche WTA Race.
Turnaj se odehrával mezi 22. až 29. říjnem 2017, počtvrté v singapurské aréně Singapore Indoor Stadium, v níž byl instalován tenisový dvorec s tvrdým povrchem. Celkové odměny činily 7 500 000 amerických dolarů,  prize money pak 7 000 000 dolarů.
Obhájkyní titulu ve dvouhře byla slovenská hráčka Dominika Cibulková, která se na turnaj nekvalifikovala. V deblové části trofej obhajoval ruský pár olympijských vítězek Jekatěrina Makarovová a Jelena Vesninová, jenž dohrál v semifinále.
Dosavadní finálové maximum z roku 2010 navýšila Dánka Caroline Wozniacká ziskem první trofeje Billie Jean Kingové pro vítězku dvouhry, která pro ni znamenala dvacátý sedmý singlový titul na okruhu WTA Tour. Premiérovou deblovou trofej Martiny Navrátilové si odvezl maďarsko-český pár Tímea Babosová a Andrea Hlaváčková, který vyhrál čtyři z pěti naposledy odehraných akcí. Po turnaji dvojice ukončila spolupráci.

## Turnaj

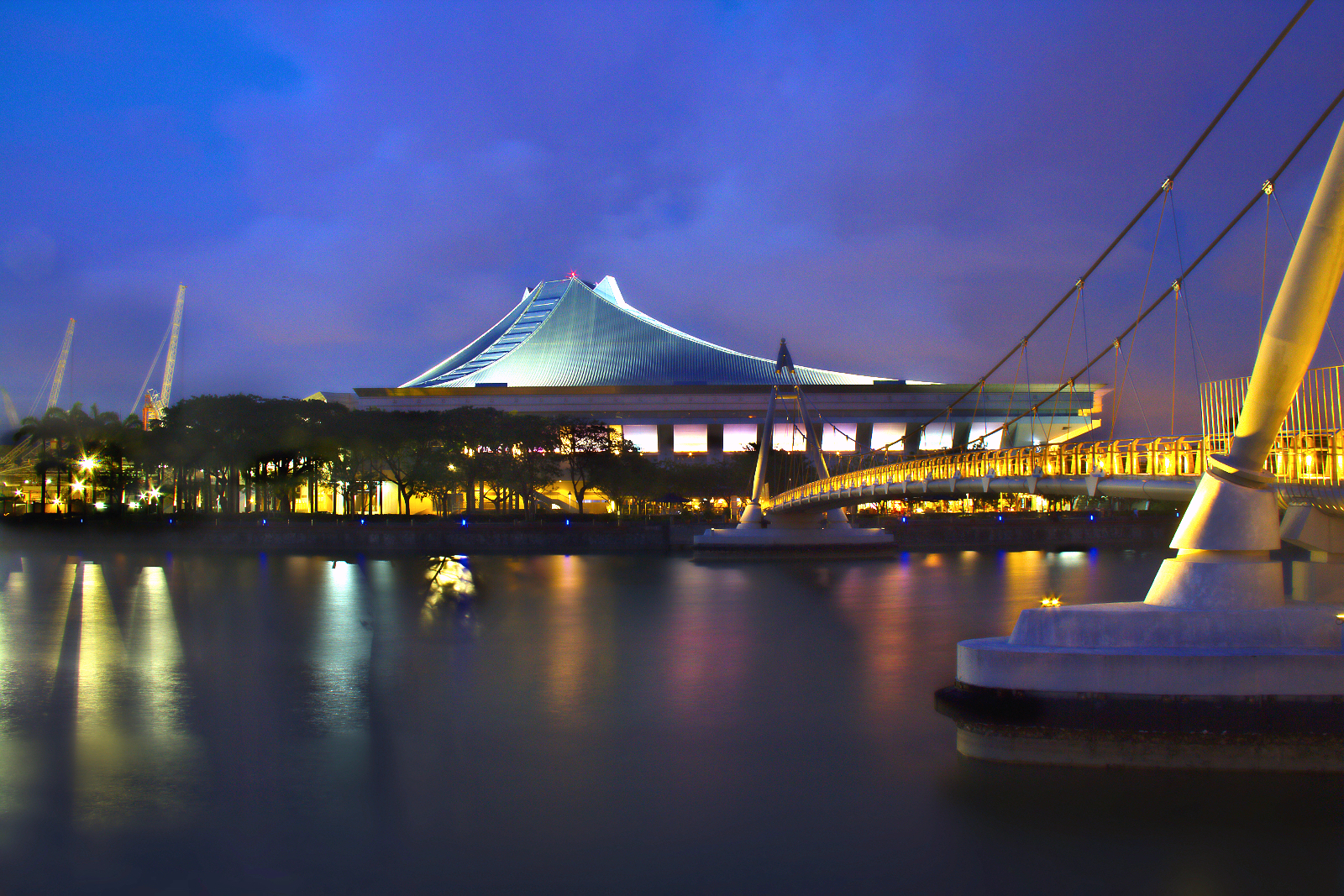
Aréna Singapore Indoor Stadium počtvrté hostila závěrečnou událost tenistek

Počtvrté v historii se turnaj konal v singapurské aréně Singapore Indoor Stadium, která jej hostila mezi 22. až 29. říjnem 2017. Představoval čtyřicátý sedmý ročník ve dvouhře a čtyřicátý druhý ve čtyřhře. Událost organizovala Ženská tenisová asociace (WTA) jako součást okruhu WTA Tour 2017. Jednalo se o větší ze dvou závěrečných turnajů sezóny. Menším z nich se stal čínský WTA Elite Trophy, hraný v týdnu po skončení turnaje mistryň.
Singapur se stal historicky devátým dějištěm WTA Finals, od založení v roce 1972. Práva zakoupil minimálně na pět ročníků (2014–2018). Los dvouhry proběhl 20. října a los čtyřhry se uskutečnil 24. října.

### Formát
Soutěže dvouhry se účastnilo osm hráček, z nichž každá v úvodních čtyřech dnech odehrála tři vzájemné zápasy v jedné ze dvou čtyřčlenných základních skupin – červené a bílé. První dvě tenistky z každé skupiny postoupily do semifinále, které bylo hráno vyřazovacím systémem pavouka. První z bílé skupiny se utkala s druhou z červené skupiny a naopak. Vítězky semifinále se následně střetly ve finále o pohár Billie Jean Kingové.
Do soutěže čtyřhry nastoupilo osm párů, které od čtvrtfinále hrály vyřazovacím systémem o pohár Martiny Navrátilové.

### Kvalifikační kritéria
Ve dvouhře byly žebříčkové body kumulovány ze šestnácti turnajů. Mezi ně se povinně započítávaly čtyři Grand Slamy, čtyři události Premier Mandatory a nejlepší výsledky ze dvou turnajů Premier 5.  Tenistky měly příležitost získat body během konání 53 turnajů.
Ve čtyřhře byly žebříčkové body kumulovány z jedenácti nejlepších výsledků páru jakýchkoli turnajů v sezóně. Nemusely se tak povinně započítávat Grand Slamy ani události kategorie Premier.

### Kritéria pořadí v základní skupině
Konečné pořadí v základní skupině se řídilo následujícími kritérii:
1. největší počet vyhraných utkání
2. největší počet odehraných utkání; nebo
3. pokud měly dvě hráčky stejný počet výher, pak rozhodovalo jejich vzájemné utkání; pokud měly tři hráčky stejný počet výher, pak:

a) tenistka, která odehrála méně než tři utkání byla automaticky vyřazena a dále postoupila hráčka, jež vyhrála vzájemný zápas mezi dvěma zbývajícími; nebo
b) dalším kritériem bylo nejvyšší procento vyhraných setů; nebo
c) dalším kritériem bylo nejvyšší procento vyhraných her.

### Finanční odměny a body
Prize money turnaje mistryň činily 7 000 000 dolarů.
| Dvouhra                                                | Dvouhra                             | Dvouhra          | Dvouhra  |
| Fáze                                                   | Fáze                                | výdělek          | body     |
| ------------------------------------------------------ | ----------------------------------- | ---------------- | -------- |
| neporažená vítězka                                     | neporažená vítězka                  | 2 360 000 $      | 1 500    |
| vítězná finalistka                                     | vítězná finalistka                  | ZS + 1 750 000 $ | ZS + 750 |
| vítězná semifinalistka                                 | vítězná semifinalistka              | ZS + 590 000 $   | ZS + 330 |
| poražená semifinalistka                                | poražená semifinalistka             | ZS + 40 000 $    | —        |
| za každou vyhru v základní skupině                     | za každou vyhru v základní skupině  | +153 000 $       | + 250    |
| za každou prohru v základní skupině                    | za každou prohru v základní skupině | —                | + 125    |
| startovné                                              |                                     |                  |          |
| startující                                             | 151 000 $                           |                  |          |
| náhradnice                                             | 68 000 $                            |                  |          |
| ZS – celkové odměny či body získané v základní skupině |                                     |                  |          |

| Čtyřhra               | Čtyřhra   | Čtyřhra |
| Fáze                  | výdělek   | body    |
| --------------------- | --------- | ------- |
| vítězky               | 500 000 $ | 1 500   |
| finalistky            | 260 000 $ | 1 080   |
| semifinalistky        | 157 500 $ | 750     |
| čtvrtfinalistky       | 81 250 $  | 375     |
| výdělek uveden na pár |           |         |

## Ženská dvouhra

### Kvalifikované hráčky
| Pořadí                       | hráčka                    | body  | tours | kvalifikována | předešlé účasti        |
| ---------------------------- | ------------------------- | ----- | ----- | ------------- | ---------------------- |
| 1.                           | Simona Halepová (ROU)     | 5 675 | 17    | 26. září      | 2014, 2015, 2016       |
| 2.                           | Garbiñe Muguruzaová (ESP) | 5 635 | 20    | 11. září      | 2015, 2016             |
| 3.                           | Karolína Plíšková (CZE)   | 5 105 | 19    | 26. září      | 2016                   |
| 4.                           | Elina Svitolinová (UKR)   | 5 000 | 17    | 26. září      |                        |
| 5.                           | Venus Williamsová (USA)   | 4 642 | 14    | 26. září      | 1999, 2002, 2008, 2009 |
| 6.                           | Caroline Wozniacká (DEN)  | 4 640 | 21    | 30. září      | 2009, 2010, 2011, 2014 |
| 7.                           | Jeļena Ostapenková (LAT)  | 4 510 | 20    | 4. října      |                        |
| 8.                           | Caroline Garciaová (FRA)  | 3 795 | 23    | 12. října     |                        |
| bílá skupina červená skupina |                           |       |       |               |                        |

### Předešlý poměr vzájemných zápasů
|    |                     | Halep | Muguruza | Plíšková | Svitolina | Williams | Wozniacki | Ostapenko | Garcia | Celkem | Poměr |
| 1. | Simona Halepová     |       | 1–3      | 5–1      | 2–2       | 1–3      | 2–3       | 1–1       | 2–1    | 14–14  | 44-15 |
| 2. | Garbiñe Muguruzaová | 3–1   |          | 2–6      | 3–4       | 2–3      | 3–3       | 2–1       | 1–0    | 16–18  | 46–19 |
| 3. | Karolína Plíšková   | 1–5   | 6–2      |          | 5–1       | 1–1      | 3–5       | 2–0       | 3–2    | 21–16  | 51–16 |
| 4. | Elina Svitolinová   | 2–2   | 4–3      | 1–5      |           | 1–1      | 3–0       | 0–1       | 1–1    | 12–13  | 52–12 |
| 5. | Venus Williamsová   | 3–1   | 3–2      | 1–1      | 1–1       |          | 7–0       | 1–0       | 1–1    | 17–6   | 35–12 |
| 6. | Caroline Wozniacká  | 3–2   | 3–3      | 5–3      | 0–3       | 0–7      |           | 0–4       | 2–0    | 13–22  | 56–20 |
| 7. | Jeļena Ostapenková  | 1–1   | 1–2      | 0–2      | 1–0       | 0–1      | 4–0       |           | 0–0    | 7–6    | 47–18 |
| 8. | Caroline Garciaová  | 1–2   | 0–1      | 2–3      | 1–1       | 1–1      | 0–2       | 0–0       |        | 5–10   | 46–20 |

## Čtyřhra

### Kvalifikované páry
| Pořadí               | pár                                                          | body  | tours | kvalifikován |
| -------------------- | ------------------------------------------------------------ | ----- | ----- | ------------ |
| 1.                   | Čan Jung-žan (TPE) Martina Hingisová (SUI)                   | 8 340 | 13    | 14. srpna    |
| 2.                   | Jekatěrina Makarovová (RUS) Jelena Vesninová (RUS)           | 6 495 | 12    | 14. srpna    |
| 3.                   | Ashleigh Bartyová (AUS) Casey Dellacquová (AUS)              | 4 240 | 14    | 13. září     |
| 4.                   | Tímea Babosová (HUN) Andrea Hlaváčková (CZE)                 | 4 005 | 15    | 4. října     |
| —                    | Lucie Hradecká (CZE) Kateřina Siniaková (CZE)                | 3 871 | 14    | 25. září     |
| 5.                   | Anna-Lena Grönefeldová (GER) Květa Peschkeová (CZE)          | 3 005 | 22    | 7. října     |
| 6.                   | Gabriela Dabrowská (CAN) Sü I-fan (CHN)                      | 2 921 | 14    | 7. října     |
| 7.                   | Andreja Klepačová (SLO) María José Martínez Sánchezová (ESP) | 2 570 | 23    | 12. října    |
| 8.                   | Kiki Bertensová (NED) Johanna Larssonová (SWE)               | 2 270 | 14    | 18. října    |
| odstoupení z turnaje |                                                              |       |       |              |

## Průběh turnaje

### 1. den: 22. října 2017
| Soutěž  | skupina | vítězky                 | poražené               | výsledek | čas        |
| ------- | ------- | ----------------------- | ---------------------- | -------- | ---------- |
| Dvouhra | bílá    | Karolína Plíšková [3]   | Venus Williamsová [5]  | 6–2, 6–2 | 1.12 hodin |
| Dvouhra | bílá    | Garbiñe Muguruzaová [2] | Jeļena Ostapenková [7] | 6–3, 6–4 | 1.25 hodin |

### 2. den: 23. října 2017
| Soutěž  | skupina | vítězky                | poražené               | výsledek | čas        |
| ------- | ------- | ---------------------- | ---------------------- | -------- | ---------- |
| Dvouhra | červená | Simona Halepová [1]    | Caroline Garciaová [8] | 6–4, 6–2 | 1.27 hodin |
| Dvouhra | červená | Caroline Wozniacká [6] | Elina Svitolinová [4]  | 6–2, 6–0 | 58 minut   |

### 3. den: 24. října 2017
| Soutěž  | skupina | vítězky               | poražené                | výsledek         | čas        |
| ------- | ------- | --------------------- | ----------------------- | ---------------- | ---------- |
| Dvouhra | bílá    | Venus Williamsová [5] | Jeļena Ostapenková [7]  | 7–5, 6–73–7, 7–5 | 3.15 hodin |
| Dvouhra | bílá    | Karolína Plíšková [3] | Garbiñe Muguruzaová [2] | 6–2, 6–2         | 1.03 hodin |

### 4. den: 25. října 2017
| Soutěž  | skupina | vítězky                | poražené              | výsledek           | čas        |
| ------- | ------- | ---------------------- | --------------------- | ------------------ | ---------- |
| Dvouhra | červená | Caroline Wozniacká [6] | Simona Halepová [1]   | 6–0, 6–2           | 1.03 hodin |
| Dvouhra | červená | Caroline Garciaová [8] | Elina Svitolinová [4] | 6–7(7–9), 6–3, 7–5 | 2.44 hodin |

### 5. den: 26. října 2017
| Soutěž          | fáze          | vítězky                              | poražené                                                | výsledek      | čas           |
| Denní program   | Denní program | Denní program                        | Denní program                                           | Denní program | Denní program |
| --------------- | ------------- | ------------------------------------ | ------------------------------------------------------- | ------------- | ------------- |
| Čtyřhra         | čtvrtfinále   | Tímea Babosová Andrea Hlaváčková [3] | Andreja Klepačová María José Martínezová Sánchezová [7] | 6–3, 6–4      | 1.23 hodin    |
| Dvouhra         | bílá skupina  | Jeļena Ostapenková [7]               | Karolína Plíšková [3]                                   | 6–3, 6–1      | 1.08 hodin    |
| Večerní program |               |                                      |                                                         |               |               |
| Dvouhra         | bílá skupina  | Venus Williamsová [5]                | Garbiñe Muguruzaová [2]                                 | 7–5, 6–4      | 1.43 hodin    |
| Čtyřhra         | čtvrtfinále   | Čan Jung-žan Martina Hingisová [1]   | Anna-Lena Grönefeldová Květa Peschkeová [6]             | 6–3, 6–2      | 1.18 hodin    |

### 6. den: 27. října 2017
| Soutěž          | fáze            | vítězky                                    | poražené                                | výsledek                   | čas           |
| Denní program   | Denní program   | Denní program                              | Denní program                           | Denní program              | Denní program |
| --------------- | --------------- | ------------------------------------------ | --------------------------------------- | -------------------------- | ------------- |
| Čtyřhra         | čtvrtfinále     | Kiki Bertensová Johanna Larssonová [8]     | Ashleigh Bartyová Casey Dellacquová [3] | 7–6(9–7), 6–7(1–7), [10–6] | 1.57 hodin    |
| Dvouhra         | červená skupina | Caroline Garciaová [8]                     | Caroline Wozniacká [6]                  | 0-6, 6-3, 7-5              | 2.20 hodin    |
| Večerní program |                 |                                            |                                         |                            |               |
| Dvouhra         | červená skupina | Elina Svitolinová [4]                      | Simona Halepová [1]                     | 6–3, 6–4                   | 1.12 hodin    |
| Čtyřhra         | čtvrtfinále     | Jekatěrina Makarovová Jelena Vesninová [2] | Gabriela Dabrowská Sü I-fan [6]         | 6–1, 6–1                   | 1.01 hodin    |

### 7. den: 28. října 2017
| Soutěž          | fáze          | vítězky                                | poražené                                   | výsledek           | čas           |
| Denní program   | Denní program | Denní program                          | Denní program                              | Denní program      | Denní program |
| --------------- | ------------- | -------------------------------------- | ------------------------------------------ | ------------------ | ------------- |
| Čtyřhra         | semifinále    | Tímea Babosová Andrea Hlaváčková [3]   | Čan Jung-žan Martina Hingisová [1]         | 6–4, 7–6(7–5)      | 1.45 hodin    |
| Dvouhra         | semifinále    | Caroline Wozniacká [6]                 | Karolína Plíšková [3]                      | 7–6(11–9), 6–3     | 1.59 hodin    |
| Večerní program |               |                                        |                                            |                    |               |
| Dvouhra         | semifinále    | Venus Williamsová [5]                  | Caroline Garciaová [8]                     | 6–7(3–7), 6–2, 6–3 | 2.32 hodin    |
| Čtyřhra         | semifinále    | Kiki Bertensová Johanna Larssonová [8] | Jekatěrina Makarovová Jelena Vesninová [2] | 6–4, 6–3           | 1.27 hodin    |

### 8. den: 29. října 2017
| Soutěž  | fáze   | vítězky                              | poražené                               | výsledek         | čas        |
| ------- | ------ | ------------------------------------ | -------------------------------------- | ---------------- | ---------- |
| Čtyřhra | finále | Tímea Babosová Andrea Hlaváčková [3] | Kiki Bertensová Johanna Larssonová [8] | 4–6, 6–4, [10–5] | 1.30 hodin |
| Dvouhra | finále | Caroline Wozniacká [6]               | Venus Williamsová [5]                  | 6–4, 6–4         | 1.29 hodin |